# Anholt
Anholt es una isla danesa, situada en el estrecho de Kattegat. Tiene una extensión de 21,75 km² y 159 habitantes.
Su principal actividad económica es el turismo gracias a su clima seco. En verano su población llega a 5000 habitantes debido a los turistas, siendo visitada a lo largo del año por unas 60 000 personas.